# Kinder der Freude
Kinder der Freude (Originaltitel: Daughters of Pleasure) ist ein US-amerikanisches Stummfilmdrama aus dem Jahr 1924 von William Beaudine und James J. Flood mit Marie Prevost und Monte Blue in den Hauptrollen.

## Handlung
Der neureiche Mark Hadley trennt sich von seiner altmodischen Frau und beginnt eine geheime Liaison mit Lila Millas, einer hübschen Französin. Gleichzeitig rät er seiner Tochter Marjory, ihre Verbindung zu Kent Merrill abzubrechen. Marjory besucht Lila, ihre Schulfreundin in Paris, und ist schockiert, ihren Vater dort vorzufinden. Sie macht ihm Vorwürfe und geht, seinen vorherigen Rat missachtend, mit Merrill zu seinem Sommerhaus. Unterwegs werden sie durch einen Autounfall ernüchtert und heiraten. Hadley gesteht seiner Frau seine Missetaten und erhält Vergebung.

## Hintergrund
Joseph C. Wright oblag die künstlerische Leitung.
Das Archiv der Library of Congress hat eine nicht komplette Kopie in Besitz. Es fehlen zwei der sechs Filmrollen.

## Veröffentlichung
Die Premiere des Films fand am 29. Februar 1924 statt. 1925 kam er im Deutschen Reich und in Österreich in die Kinos.